# Saalumarada Thimmakka
Saalumarada Thimmakka, née le 30 juin 1911, également connue sous le nom d'Aala Marada Thimmakka, est une militante écologiste indienne de l'état du Karnataka, connue pour son travail d'afforestation, par la plantation et d'entretien de 385 banians le long d'un tronçon d'autoroute de 4,5 km entre Hulikal et Kudur, dans le district de Ramanagara. Elle a également planté près de 8 000 autres arbres.

## Biographie

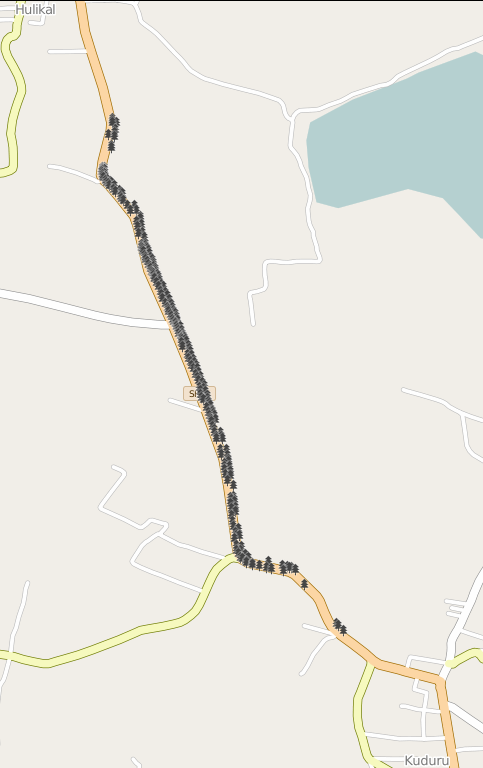
Arbres plantés par Salumarada Thimmakka le long de la SH94 de Hulikal au village de Kuduru

Saalumarada Thimmakka est censée être née en 1911 ou 1912 (information considérée comme douteuse par certains sites dédiés aux supercentenaires) à Gubbi Taluk, dans le royaume de Mysore, aujourd'hui dans le district de Tumakuru du Karnataka. N'ayant reçu aucune éducation formelle, elle travaille comme agricultrice, et commence à planter des banians. Le nom Saalumarada (rangée d'arbres en langue kannada) lui vient de cette occupation. Jusqu'à ses 111 ans, elle plante plus de 8 000 arbres. Elle est invitée à plusieurs cérémonies de plantations d'arbres en Inde.

## Reconnaissance
Une organisation environnementale américaine localisée à Los Angeles et Oakland, en Californie, appelée Thimmakka's Resources for Environmental Education, porte son nom.[réf. souhaitée]
En 1999, un documentaire intitulé Thimmakka Mathu 284 Makkalu a été réalisé sur son travail. Il est présenté au Festival international du cinéma indien de 2000.
L'université centrale du Karnataka a annoncé, en 2020, lui attribuer un doctorat honorifique.

## Récompenses

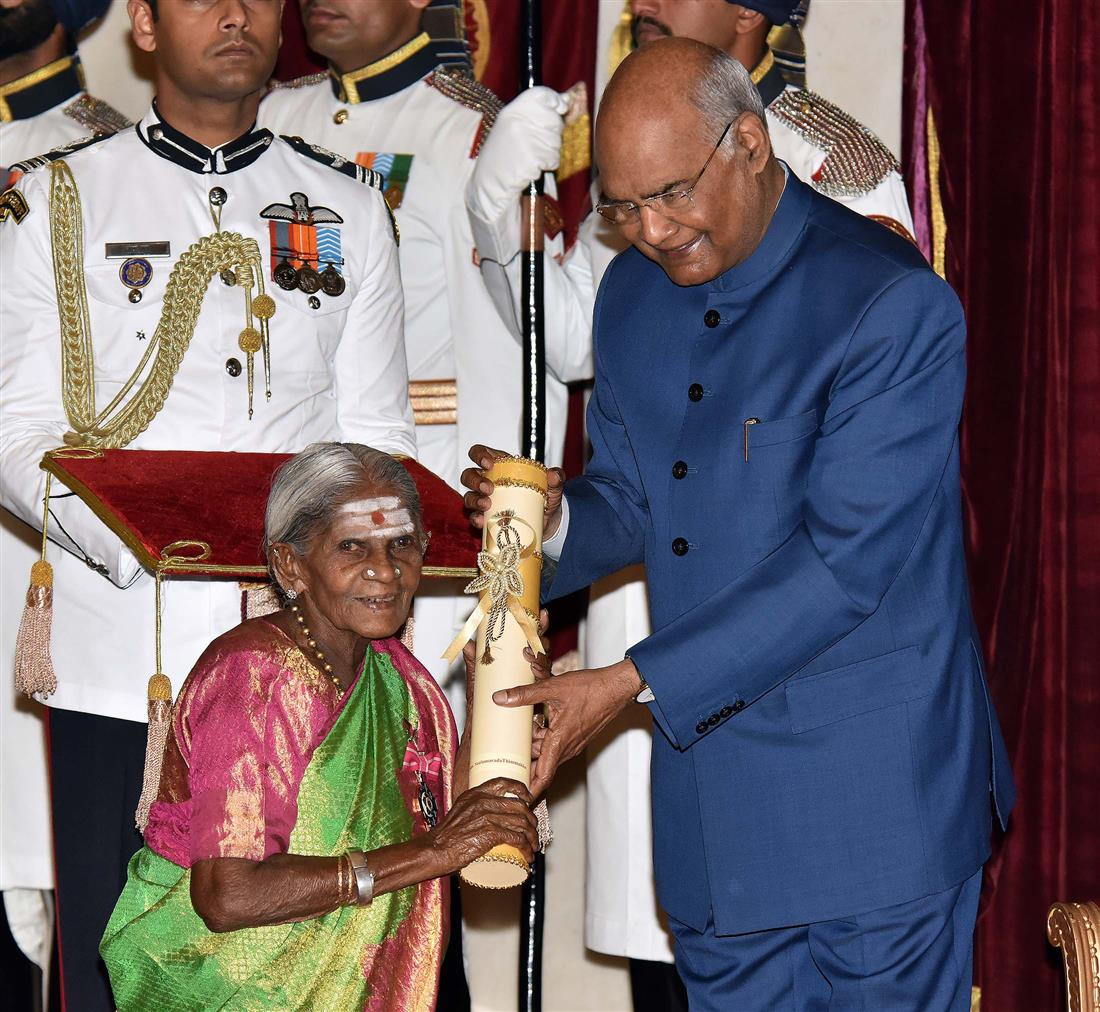
Saalumarada Thimmakka recevant le prix Padma Shri des mains du président Ram Nath Kovind, le 16 mars 2019 à New Delhi.

- 100 femmes de la BBC en 2016
- Padma Shri en 2019[11]

## Vie privée
Saalumarada Thimmakka se marie à douze ans à Bikkala Chikkayya,. Le couple ne conçoit pas d'enfants et son mari meurt en 1991. Elle a un fils adoptif nommé Umesh, âgé de 107 ans en 2024. 